# Западный Голливуд
Западный Голливуд (англ. West Hollywood) — город, входящий в агломерацию Лос-Анджелеса. Город граничит на севере с районом Лос-Анджелеса — Голливуд-Хиллз, на востоке — с Голливудом, а с западной стороны — с Беверли-Хиллз. Уэст-Холливуд основан 29 ноября 1984.
По данным переписи населения США 2010 года, его население составляло 34 399 человек.
Западный Голливуд является центром концентрации русскоязычного населения Лос-Анджелеса (хотя больша́я часть русскоязычных иммигрантов проживает и в других городах и предместьях лос-анджелесской агломерации). На бульваре Санта-Моника, являющемся основной артерией Западного Голливуда, сосредоточены «русские» магазины и рестораны.

## География
Западный Голливуд граничит на западе с городом Беверли-Хиллз, с окрестностями Лос-Анджелеса, Голливуд-Хиллз, на севере, на востоке — с Голливудом, на юго-востоке с районом Фэйрфакс и с Беверли-Гроув на юго-западе.

## История
Хотя большинство исторических записей о городе Западный Голливуд начинаются с конца XVIII века, эта земля была уже заселена, когда португальский исследователь Кабрильо прибыл сюда, претендуя на эту территорию для Испанского государства. Его приветствовали на каноэ некоторые из 5,000 жителей племени тонгва, мирной нации охотников и собирателей. Эти туземцы подверглись насильственному вторжению испанских колонизаторов и практически были стёрты с лица земли уже к 1771 году. В качестве дополнительного унижения их поселения были переименованы в «Габриэлено», в честь располагавшейся там католической миссии святого Гавриила.
К 1780 году ныне известный бульвар Сансет был основной дорогой в Эль Пуэбло де Лос-Анджелес и ко всем западным ранчо у Тихого Океана. Эта земля прошла через различных хозяев и не раз переименовывалась в следующие 100 лет. Большинство данной территории было частью ранчо Ла Бреа, и в конце концов она перешла под собственность семьи Хэнкока.
В 2019 году город был награждён премией All-America City Award (с англ. — «Всеамериканский город») присуждаемой Национальной гражданской лигой, которую неофициально называют «Нобелевской премией за конструктивное гражданство» и которая выдается за активную гражданскую позицию жителей некорпоративных сообществ Соединённых Штатов в жизни местного самоуправления.

## Демография
По данным переписи 2000 года, в городе проживало 35 716 человек, 23 120 домашних хозяйств и 5 202 семьи. Плотность населения составляла 7 335 чел./км², что делает Западный Голливуд одним из самых густонаселенных городов США. Расовая принадлежность была следующей: 86,43 % евроамериканцы, 3,78 % азиаты, 6,40 % афроамериканцы, 0,36 % коренные американцы, 0,11 % тихоокеанские островитяне, 2,87 % из других рас и 3,35 % из двух и более рас. Латиноамериканцы составляли 8,80 % от всего населения.
5,8 % городского населения составляли дети в возрасте до 18 лет, 16,4 % были совместно проживающими супружескими парами. Среднее количество членов семьи на домашнее хозяйство составляет 1,53, а среднее количество на семью равно 2,50. Средний доход на домашнее хозяйство в городе был равен $38 914, средний доход на семью — $41 463.
Значительную часть населения городка (по некоторым оценкам — около 40 процентов) составляют американцы гомосексуальной ориентации. Мэр города Джон Хэльман, как и большинство членов городского совета — гей.

### Иммигранты из бывшего СССР
Выходцы из стран бывшего Советского Союза, по данным переписи 2000 года, составляют более 8 % населения Западного Голливуда (то есть более 2857 человек), а общее количество русскоязычного населения составляет приблизительно 13,6 % населения.